# John Leslie (attore pornografico)
John Leslie Nuzzo (Pittsburgh, 25 gennaio 1945 – Mill Valley, 5 dicembre 2010) è stato un attore pornografico e regista statunitense.
È stato uno degli attori porno più prolifici con una lunga carriera come attore, produttore e regista di film per adulti.
Solitamente accreditato come John Leslie, lavorò utilizzando una grande varietà di pseudonimi inclusi Louis T. Beagle, John Leslie Dupre e Frederick Watson.

## Biografia
Inizia nel 1973 con Sensuous Delights. Leslie ha poi interpretato oltre 600 film per adulti, vincendo numerosi premi durante la sua carriera. Ha recitato con alcune delle più note pornostar dell'epoca, incluse Seka, Kay Parker, Annette Haven e Ginger Lynn. I suoi ruoli più significativi furono in: Femmine scatenate (1980), Nothing To Hide (1981), e Talk Dirty To Me, Part II (1982).
Fu uno dei primi attori pornografici che passò alla regia a partire dal 1987, con Nightshift Nurses. Da allora ha diretto oltre 90 film per adulti, inclusi: The Chameleon (1989), Curse of the Catwoman (1992), Dog Walker (1994), e Drop Sex (1997), insieme a Voyeur, Fresh Meat e le serie Crack Her Jack. Vinse anche numerosi premi per il suo lavoro dietro la macchina da presa. Anche se molti dei suoi lavori più recenti, in linea con le aggiornate tendenze dei video per adulti, sono stati del genere gonzo, come Fresh Meat e la serie Crack Her Jack, nel corso degli anni Leslie ha continuato a produrre lungometraggi, o "drammi sul sesso" con una trama vera e propria. Nel 2007 ha infatti diretto Brianna Love, Her Fine, Sexy Self, film trampolino di lancio per l'attrice emergente Brianna Love.
Nei primi anni 1970, è stato cantante e suonatore di armonica per la The Brooklyn Blues Busters, e qualche volta accompagnava John Lee Hooker. I Brooklyn Blues Busters furono le band di supporto per Victoria Spivey nel corso del Ann Arbor Blues and Jazz Festival del 1973. Nei primi anni 1970, Nuzzo lavorò come barista al Mr. Flood's Party, ad Ann Arbor nel Michigan.
È uno dei membri delle Hall of Fame dell'AVN, Legends of Erotica e XRCO.
John Leslie è morto il 5 dicembre 2010, a causa di un attacco cardiaco, nella sua casa di Mill Valley, in California, all'età di 65 anni.

## Riconoscimenti
AVN Awards
- 1985 - Best Supporting Actor - Film per Firestorm[5]
- 1987 - Best Couples Sex Scene - Film per Wild Things con Robin Cannes[6]
- 1988 - Best Actor - Film per Firestorm 2[7]
- 1989 - Best Director - Video per Catwoman[8]
- 1995 - Best Director - Film per Dog Walker[9]
- 1995 - Best Director - Video per Bad Habits[10]
- 1999 - Best Director - Video per The Lecher 2[11]

XRCO Awards
- 1985 - Best Copulation Scene per Every Woman Has a Fantasy con Rachel Ashley[12]
- 1985 - Hall of Fame[13]
- 1986 - Best Couple Sex Scene per Ball Busters con Nina Hartley[14]
- 1987 - Best Actor per Every Woman Has a Fantasy 2[15]
- 1988 - Best Video Director per NightShifts Nurses[16]
- 1988 - Torrid Triad Scene per Let's Get It On With Amber Lynn con Melissa Melendez e Brittany Stryker[17]
- 1989 - Best Director per Catwoman[18]
- 1989 - Best Actor per Beauty and the Beasts[19]
- 1990 - Best Director per Chamelon[20]
- 1995 - Director of the Year[21]
- 1998 - Director of the Year[22]
- 1999 - Director of the Year[23]

## Filmografia
- Carnal Haven (1975)
- Fantasy in Blue (1975)
- Overnight Sensation (1976)
- Tapestry of Passion (1976)
- Naked Afternoon (1976)
- Easy Alice (1976)
- The Autobiography of a Flea, regia di Sharon McNight (1976)
- The Honeymooners (1976)
- Baby Rosemary (1976)
- Judgement Day (1976)
- Love Slaves (1976)
- Three Shades of Flesh (1976)
- Temptations (1976)
- The Fury in Alice (1976)
- Virgin Snow (1976)
- Cry for Cindy (1976)
- Girl Scout Cookies (1976)
- Dominatrix Without Mercy (1976)
- Femmes de Sade (1976)
- Daddy's Little Girl (1976)
- Dixie (1976)
- Coming Attractions (1976)
- Night Pleasures (1976)
- The Travails of June (1976)
- Venture Into the Bizzare (1976)
- A Coming of Angels, regia di Joel Scott (1977)
- Confessions (1977)
- Foxy Lady (1977)
- Heat Wave (1977)
- The Starlets (1977)
- Reflections (1977)
- Le dolci intimità di Annette (Desires Within Young Girls), regia di Richard Kanter (1977)
- Babyface (1977)
- Mary! Mary! (1977)
- Blue Obsessions (Obsessed), regia di Martin & Martin (1977)
- Exploring Young Girls (1977)
- Boiling Point (1978)
- Love Airlines (1978)
- Telefantasy (1978)
- Desiree la grande insaziabile (Pretty Peaches), regia di Alex de Renzy (1978)
- Quel dolce corpo di Fiona (1978)
- Julie: un corpo da amare (1978)
- Untamed (1978, solo accreditato)
- Carnal Games (1978)
- Le avventure erotiche di Candy (The Erotic Adventure of Candy), regia di Gail Palmer (1978)
- Black Silk Stockings (1978)
- Expensive Tastes (1978)
- Tentazioni di una moglie infedele (V: The Hot One), regia di Gary Graver (1978)
- SexWorld, regia di Anthony Spinelli (1978)
- 7 Into Snowy (1978)
- Le deliranti avventure erotiche dell'agente speciale Margò (Up!), regia di Russ Meyer (1978)
- Dracula... Ti succhio (Dracula Sucks), regia di Philips Marshall (1978)
- Intimate Desires (1978)
- I porno incontri (1978)
- Teeny Buns (1978)
- Star of the Orient (1979)
- China Sisters (1979)
- N.Y. Babes (1979)
- Shoppe of Temptations (1979)
- Little Blue Box (1979)
- Summer Heat (1979)
- Blonds Have More Fun (1979)
- Candy la super viziosa (Candy Goes to Hollywood), regia di Gail Palmer (1979)
- Getting Off (1979)
- The Ecstasy Girls (1979)
- The Treasure Box (1979)
- The Sensuous Detective (1980)
- Hardcore Super Girls (1980)
- Femmine scatenate (Talk Dirty to Me), regia di Anthony Spinelli (1980)
- Co-Ed Fever (1980)
- F (1980)
- Champagne for Breakfast (1980)
- Garage Girls (1980)
- High School Memories (1980)
- Hotline (1980)
- Oralità di una moglie (1980)
- Skin on Skin (1980)
- Suzy Nero's Fantasies (Video, 1980)
- Ultra Flesh (1980)
- Insatiable, regia di Stu Segall (accreditato come "Godfrey Daniels", 1980)
- Swedish Erotica 16 (1981)
- Swedish Erotica 17 (1981)
- Swedish Erotica 2 (1981)
- Swedish Erotica 38 (1981)
- Swedish Erotica 40 (1981)
- The Dancers (1981)
- Bad Girls (1981)
- Exposed (1981)
- Love Dreams (1981)
- Aunt Peg's Fulfillment (1981)
- Vista Valley PTA (1981)
- Extremes (1981)
- Between the Sheets (1981)
- Cells of Passion (1981)
- Cheryl Hansson: Cover Girl (1981)
- Nothing to Hide (1981)
- Outlaw Ladies, regia di Henri Pachard (1981)
- Sexloose (1982)
- Talk Dirty to Me: Part 2 (1982)
- The Blonde Next Door (1982)
- Febbre del piacere (1982)
- Folli notti di piacere (1982)
- Oriental Hawaii (1982)
- That's My Daughter (1982)
- Young Doctors in Lust (1982)
- Eighth Erotic Film Festifal (1983)
- Fantasies of Jennifer Faye (1983)
- Girlfriends (1983)
- Naughty Girls Need Love Too (1983)
- Sex in Public Places (1983)
- Swedish Erotica 46 (1983)
- Satisfactions (1983)
- Between Lovers (1983)
- Amore top secret (1983)
- Dixie Ray la signora del marciapiede (1983)
- Fantasex Island (1983)
- Golden Girls: The Movie (1983)
- Little Girls Lost... (1983)
- Never Sleep Alone (1983)
- Pleasure Zone (1983)
- Smoker (1983)
- Suzie Superstar (1983)
- Bedtime Video (Video, 1984)
- Bedtime Video 4 (Video, 1984)
- Frisky Business (1984)
- Las Vegas Hustle (1984)
- The Prey (1984)
- La parte erotica di una calda moglie (1984)
- Every Woman Has a Fantasy (1984)
- Breaking It... A Story About Virgins (Video, 1984)
- Centerfold Celebrities 4 (Video, 1984)
- Firestorm (1984)
- Matinee Idol (1984)
- More Reel People, Part 2 (1984)
- Sensuous Delights (Video, 1984)
- Trinity Brown (1984)
- Ball Busters (1985)
- Centerfold Celebrities 5 (Video, 1985)
- Cinderella (Video, 1985)
- Dames (1985)
- II Erotic Zone (Video, 1985)
- Every Woman Has a Fantasy 2 (Video, 1985)
- Hard to Swallow (Video, 1985)
- How Do You Like It? (1985)
- Legacy of Lust (Video, 1985)
- Once Upon a Madonna (1985)
- One Night in Bangkok (Video, 1985)
- Passions (1985)
- Sex Dreams on Maple Street (1985)
- Swedish Erotica 60 (1985)
- Talk Dirty to Me One More Time (1985)
- The Initiation of Cynthia (Video, 1985)
- Thought You'd Never Ask (1985)
- Wild Things (1985)
- An Unnatural Act (1985)
- Tower of Power (1985)
- Delirio di femmine viziose (1985)
- Fleshdance (1985)
- Bedtime Tales (Video, 1985)
- Blonde Heat (The Case of the Maltese Dildo) (1985)
- Cottontail Club (Video, 1985)
- Erotic City (1985)
- Taboo IV: The Younger Generation (1985)
- Tracy in Heaven (Video, 1985)
- And I Do Windows... Too! (Video, 1986)
- Body Games (1986)
- Born to Run: The Careena Collins Story (Video, 1986)
- Breakin In (Video, 1986)
- Cherry Tricks (1986)
- Farmer's Daughters: The Movie (Video, 1986)
- Lust at Sea (Video, 1986)
- Pumping Flesh (Video, 1986)
- She Loves... The Four-X Feeling (Video, 1986)
- Sweat (Video, 1986)
- The Call Girl (Video, 1986)
- The Lust Potion of Doctor F (Video, 1986)
- Tracy's Hidden Fantasies (Video, 1986)
- Turkish Delight (1986)
- If My Mother... Only Knew (1986)
- 10 1/2 Weeks (1986)
- Lust on the Orient Xpress (1986)
- Chastity and the Starlets (Video, 1986)
- Come Candy perde l'innocenza (1986)
- Stiff Competition (1986)
- Pleasure Maze (1986)
- Suzie Superstar II (1986)
- Beyond Desire (1986)
- Ecstasy (1986)
- Honey Buns (1986)
- Lost Innocence (Video, 1986)
- Taxi Girls Part II: In Search of Toni (Video, 1986)
- Wild Things II (1986)
- Nightshift Nurses 1 (1987)
- Catwoman (1988)
- Going Down Slow (1988)
- Pillowman (1988)
- Chameleon (1989)
- Hot Scalding (1989)
- Mad Love (1989)
- Second Skin (1989)
- Slick Honey (1989)
- Oh What A Night (1990)
- Playin' Dirty (1990)
- Strange Curves (1990)
- Tease (1990)
- Top It Off (1990)
- Bad (1991)
- Curse of the Cat Woman (1991)
- Hate To See You Go (1991)
- Laying The Ghost (1991)
- Angels (1992)
- Anything That Moves (1992)
- Chameleons (1992)
- Bare Market (1993)
- Nobody's Looking (1993)
- Rehearsal (1993)
- Sexophrenia (1993)
- Bad Habits (1994)
- Dog Walker (1994)
- Nurse Tails (1994)
- Voyeur 1 (1994)
- Voyeur 2 (1994)
- Dirty Tricks 1 (1995)
- Fresh Meat 1 (1995)
- Fresh Meat 2 (1995)
- Voyeur 3 (1995)
- Voyeur 4 (1995)
- Voyeur 5 (1995)
- Dirty Tricks 2 (1996)
- Fresh Meat 3 (1996)
- Voyeur 6 (1996)
- Voyeur 7 (1996)
- Voyeur 8 (1996)
- Drop Sex 1 (1997)
- Fresh Meat 4 (1997)
- Voyeur 10 (1997)
- Voyeur 9 (1997)
- Voyeur's Favorite Blowjobs And Anals 1 (1997)
- Fresh Meat 5 (1998)
- Fresh Meat 6 (1998)
- Lecher 1 (1998)
- Lecher 2: Looking for Strays (1998)
- Voyeur 11 (1998)
- Voyeur 12 (1998)
- Voyeur's Favorite Blowjobs And Anals 2 (1998)
- Fresh Meat 7 (1999)
- Fresh Meat 8 (1999)
- Voyeur 13 (1999)
- Voyeur 14 (1999)
- Voyeur 15 (1999)
- Voyeur's Favorite Blowjobs And Anals 3 (1999)
- Fresh Meat 10 (2000)
- Fresh Meat 11 (2000)
- Fresh Meat 9 (2000)
- Voyeur 16 (2000)
- Voyeur 17 (2000)
- Voyeur 18 (2000)
- Voyeur's Favorite Blowjobs And Anals 4 (2000)
- Fresh Meat 12 (2001)
- Voyeur 19 (2001)
- Voyeur 20 (2001)
- Voyeur's Favorite Blowjobs And Anals 5 (2001)
- Fresh Meat 13 (2002)
- Fresh Meat 14 (2002)
- Fresh Meat 15 (2002)
- Voyeur 21 (2002)
- Voyeur 22 (2002)
- Voyeur 23 (2002)
- Voyeur's Favorite Blowjobs And Anals 6 (2002)
- Crack Her Jack 1 (2003)
- Crack Her Jack 2 (2003)
- Fresh Meat 16 (2003)
- Fresh Meat 17 (2003)
- Voyeur 24 (2003)
- Voyeur 25 (2003)
- Voyeur 26: Torpedo Slam (2003)
- Voyeur's Favorite Blowjobs And Anals 7 (2003)
- Crack Her Jack 3 (2004)
- Drop Sex 2 (2004)
- Fresh Meat 18 (2004)
- Gobble the Goop 1 (2004)
- Voyeur 27: Private Casting Party 5 (2004)
- Voyeur 28 (2004)
- Voyeur 29 (2004)
- Voyeur's Favorite Blowjobs And Anals 8 (2004)
- Crack Her Jack 4 (2005)
- Fresh Meat 19 (2005)
- Fresh Meat 20 (2005)
- Gobble the Goop 2 (2005)
- Veronica Da Souza (2005)
- Voyeur 30 (2005)
- Voyeur's Best Anal Blonde Cocksuckers (2005)
- Voyeur's Favorite Blowjobs And Anals 9 (2005)
- Crack Her Jack 5 (2006)
- Crack Her Jack 6 (2006)
- Fresh Meat 21 (2006)
- Naomi: There's Only One (2006)
- Voyeur 31 (2006)
- Voyeur 32 (2006)
- Brianna Love Her Fine Sexy Self (2007)
- Crack Her Jack 7 (2007)
- Crack Her Jack 8 (2007)
- Crack Her Jack 9 (2007)
- Fresh Meat 22 (2007)
- Fresh Meat 23 (2007)
- Gobble the Goop 3 (2007)
- Voyeur 33 (2007)
- Ass Trap 1 (2008)
- Defend Our Porn (2008)
- Fresh Meat 24 (2008)
- Fresh Meat 25 (2008)
- Jet Fuel (2008)
- Rachel's Choice (2008)
- Voyeur 34 (2008)
- Voyeur 35 (2008)
- Anal Payload (2009)
- Ass Trap 2 (2009)
- Ass Trap 3 (2009)
- Crack Her Jack 10 (2009)
- Crack Her Jack 11 (2009)
- Don't Make Me Beg 1 (2009)
- Don't Make Me Beg 2 (2009)
- Fresh Meat 26 (2009)
- Jet Fuel 2 (2009)
- Voyeur 36 (2009)
- Big Ass Crackers (2010)
- Big Tit Crackers (2010)
- Don't Make Me Beg 3 (2010)
- Fresh Meat 27 (2010)
- Fresh Meat 28 (2010)
- Jet Fuel 3 (2010)
- MILF Bitches (2010)
- Slut Tracker 1 (2010)
- Voyeur 37 (2010)
- Big Tit Crackers 2 (2011)
- Don't Make Me Beg 4 (2011)
- Fresh Meat 29 (2011)
- Slut Tracker 2 (2011)
- What the Fuck: Big Tits Bitches and Ass (2011)
- Inter-racial Payload 3 (2012)
- John Leslie Goes Deep (2012)
- John Leslie Goes Deep 2 (2013)
- MILF Angels (2013)
- John Leslie's Phenoms (2014)